# Adam Woźniak (inżynier)
Adam Woźniak (ur. 5 czerwca 1974 w Warszawie) – polski inżynier, profesor nauk technicznych, wykładowca akademicki specjalizujący się w metrologii współrzędnościowej. Prorektor ds. rozwoju Politechniki Warszawskiej w kadencji 2020–2024.

## Życiorys
Absolwent XIV Liceum Ogólnokształcącego im. Stanisława Staszica w Warszawie (1993). Studiował na Wydziale Mechaniki Precyzyjnej (obecnie Mechatroniki) Politechniki Warszawskiej. W 1998 uzyskał dyplom magistra. Doktoryzował się w 2002 i w tym samym roku rozpoczął pracę w Instytucie Metrologii i Systemów Pomiarowych na Wydziale Mechatroniki Politechniki Warszawskiej. W latach 2005–2006 pracował jako visiting professor w Ecole Centre de Recherche en Fabrication Haute Performance, Département de Génie Mécanique, Polytechnique de Montréal w Kanadzie. W 2011 uzyskał stopień doktora habilitowanego, a w 2017 tytuł profesora nauk technicznych.
W latach 2012–2020 pełnił funkcję Dyrektora Instytutu Metrologii i Inżynierii Biomedycznej, a potem w 2020 Dziekana Wydziału Mechatroniki Politechniki Warszawskiej. Obecnie jest Prorektorem ds. rozwoju Politechniki Warszawskiej w kadencji 2020–2024.
W latach 2008–2011 był członkiem Rady Normalizacyjnej II kadencji. W 2017 został powołany przez Ministra Rozwoju na członka Rady Metrologii przy Prezesie Głównego Urzędu Miar. W okresie 2017–2019 był członkiem Rady Naukowej Przemysłowego Instytutu Automatyki i Pomiarów. Jest inicjatorem i koordynatorem współpracy Politechniki Warszawskiej z Polytechnique de Montréal w Kanadzie w zakresie działalności naukowej i innowacyjnej. W 2019 został wybrany na przewodniczącego pierwszej Rady Naukowej Dyscypliny Inżynieria Mechaniczna Politechniki Warszawskiej. Od 2019 jest członkiem Zespołu doradczego do oceny nagród i stypendiów Ministra Nauki i Szkolnictwa Wyższego. W 2020 został powołany do Zespołu Ekspertów przy Komitecie Budowy Maszyn Polskiej Akademii Nauk w kadencji 2020-2024, a w 2021 wybrany na członka Towarzystwa Naukowego Warszawskiego.
W 2018 został odznaczony Medalem Komisji Edukacji Narodowej, a w 2020 Srebrnym Krzyżem Zasługi. Wielokrotny stypendysta Fundacji na rzecz Nauki Polskiej: Homing (2007-2009), Kolumb (2005-2006), Start (2003, 2004). Wielokrotnie wyróżniany przez rektora Politechniki Warszawskiej za działalność naukową, dydaktyczną i organizacyjną. W 2013 nagrodzony przez Prezesa Rady Ministrów RP za działalność naukową.
Jest żonaty z Anetą Woźniak. Ma dwoje dzieci.

## Działalność naukowa
W działalności badawczej specjalizuje się w obszarze metrologii wielkości geometrycznych, głównie w zakresie opracowania algorytmów, modelowania i badania dokładności szeroko rozumianych współrzędnościowych systemów pomiarowych na potrzeby przemysłu motoryzacyjnego, lotniczego, energetycznego, precyzyjnego oraz w inżynierii biomedycznej. Zajmuje się również inżynierią jakości i teorią niezawodności urządzeń mechatronicznych. Jest autorem 2 monografii oraz ponad 150 publikacji naukowych w czasopismach m.in. takich jak: IEEE Transactions on Instrumentation and Measurement, Measurement Science and Technology, International Journal of Advanced Manufacturing Technology, Precision Engineering, Measurement, Optics and Lasers in Engineering, Measurement Science Review, International Journal of Precision Engineering and Manufacturing, Metrology and Measurement Systems.
Recenzent w postępowaniach habilitacyjnych, rozpraw doktorskich oraz w wielu czasopismach naukowych. Kierownik i wykonawca kilkunastu projektów badawczych finansowanych m.in. przez NCBiR, MNiSW, FNP. Wypromował 6 doktorów nauk technicznych oraz kilkudziesięciu magistrów i inżynierów.

## Nagrody, wyróżnienia, odznaczenia
- Srebrny Krzyż Zasługi (2020)
- Medal Komisji Edukacji Narodowej (2018)